# Rio Tennis Cup 2012
La Rio Tennis Cup 2012, nota come Peugeot Tennis Cup 2012 per motivi di sponsorizzazione, è stata un torneo professionistico di tennis maschile giocato sulla terra rossa. È stata la 1ª edizione del torneo, facente parte dell'ATP Challenger Tour nell'ambito dell'ATP Challenger Tour 2012. Si è giocato al Jockey Club Brasileiro di Rio de Janeiro in Brasile dal 15 al 21 ottobre 2012.

## Partecipanti ATP

### Teste di serie
| Nazionalità | Giocatore             | Ranking* | Testa di serie |
| ----------- | --------------------- | -------- | -------------- |
| Spagna      | Rubén Ramírez Hidalgo | 92       | 1              |
| Portogallo  | João Sousa            | 102      | 2              |
| Romania     | Adrian Ungur          | 118      | 3              |
| Argentina   | Guido Pella           | 126      | 4              |
| Brasile     | Thiago Alves          | 127      | 5              |
| Brasile     | João Souza            | 131      | 6              |
| Stati Uniti | Wayne Odesnik         | 137      | 7              |
| Portogallo  | Frederico Gil         | 138      | 8              |

- 1 Ranking all'8 ottobre 2012.

### Altri partecipanti
Giocatori che hanno ricevuto una wild card:
- Fabiano de Paula
- Ricardo Hocevar
- Tiago Lopes
- Thiago Monteiro

Giocatori che sono passati dalle qualificazioni:
- Juan Sebastián Cabal
- Marko Djokovic
- André Ghem
- José Pereira

## Campioni

### Singolare
- Gastão Elias ha battuto in finale  Boris Pašanski con il punteggio di 6–3, 7–5

### Doppio
- Marcelo Demoliner /  João Souza hanno battuto in finale  Frederico Gil /  Pedro Sousa con il punteggio di 6–2, 6–4